# Leonard Wibberley
Leonard Wibberley, né le 9 avril 1915 à Dublin et mort  le 22 novembre 1983 à Santa Monica, Californie, est un romancier et un auteur irlandais de littérature d'enfance et de jeunesse, ayant vécu la plus grande partie de sa vie aux États-Unis. Il a également publié d'autres ouvrages pour la jeunesse sous les signatures de Patrick O'Connor, ou encore, Christopher Webb, ainsi que des romans policiers sous le pseudonyme de Leonard Holton.
Représentatif  de la « littérature moyenne » dans la terminologie de Pierre Bourdieu, il peut être qualifié de moraliste amusé. Avec un humour discret, il traite de questions politiques, psychologiques et éthiques d'actualité.

## Biographie
Il fait ses études en Irlande, à Londres, puis à Torrance, en Californie. De retour en Angleterre, il est journaliste en 1931 pour le Sunday Dispatch (en), puis travaille à l'édition du dimanche du Daily Express avant d'entrer au Daily Mirror.  En 1936, il quitte l'Europe et s'installe dans les Caraïbes sur l'île de Trinidad jusqu'en 1943.  En 1944, il est correspondant new-yorkais pour le Evening News (The Evening News (London newspaper) (en)).  Il devient ensuite rédacteur et reporter au Los Angeles Times. À partir de 1954, il se consacre entièrement à l'écriture.
Il amorce sa carrière littéraire en 1947 par la publication de romans d'aventures pour la jeunesse sous la signature de Patrick O'Connor. Il écrit ainsi plus de cinquante livres pour enfants, adoptant le plus souvent le pseudonyme de Christopher Webb. Sous son patronyme de Leonard Wibberley, il donne des pièces de théâtre, des recueils de poésie, des biographies, dont une, en plusieurs volumes, du président américain Thomas Jefferson, des journaux de voyages et une vingtaine de romans humoristiques, dont le plus connu, La Souris qui rugissait (The Mouse That Roared, 1955), met en scène un petit duché vivant au XXe siècle comme en plein Moyen Âge, le Grand Fenwick. Le succès de ce roman — qui a connu les honneurs d'une adaptation cinématographique par Jack Arnold en 1959 — a déterminé Wibberley à situer d'autres narrations dans ce petit État européen imaginaire.
À partir de 1959, sous le pseudonyme de Leonard Holton, Wibberley a également fait paraître une série de onze romans policiers ayant pour héros le père Joseph Bredder.  Cet ancien marine, devenu aumônier du couvent des Saint Innocents, collabore souvent avec son ami, le lieutenant Minardi de la police de Los Angeles, afin d'élucider des énigmes criminelles par des voies plus « spirituelles » que matérielles.

## Œuvre

### Romans

#### SérieSouris du Grand Fenwick
- The Mouse That Roared (1955) Publié en français sous le titre La Souris qui rugissait, Paris, Fasquelle, 1955 ; Genève, Héros-Limite, 2017.
- Beware of the Mouse (1958) Publié en français sous le titre Prenez garde à la souris, Paris, Fasquelle, 1959
- The Mouse on the Moon (1962)
- The Mouse on Wall Street (1969)
- The Mouse that Saved the West (1981)

#### Autres romans
- Mrs Searwood's Secret Weapon (1954) Publié en français sous le titre Feu l'indien de Madame, l'arme secrète de Mrs. Searwood, Paris, Fasquelle, 1957, Genève, Héros-Limite, 2018;
- McGillicuddy McGotham (1956) Publié en français sous le titre McGillicuddy Mc Gotham, Paris, Fasquelle, 1958
- Take Me to Your President (1957) Publié en français sous le titre Passez-moi le président, Paris, Fasquelle, 1958
- The Quest of Excalibur (1959) Publié en français sous le titre Excalibur, ou le Retour du roi Arthur, Paris, Fasquelle, 1960
- Stranger at Killknock (1961)
- A Feast of Freedom (1964)
- The Island of the Angels (1964)
- The Centurion (1966)
- The Road from Toomi (1967)
- The Hands of Cormac Joyce (1967)
- Adventures of an Elephant Boy (1968)
- Meeting with a Great Beast (1971) Publié en français sous le titre Le Dernier Safari, Paris, Presses de la Cité, 1973
- Flint's Island: a sequel to 'Treasure Island'  (1972)
- The Testament of Theophilus (1972)
- The Last Stand of Father Felix (1973)
- 1776—and All That (1975)
- One in Four (1976)
- Homeward to Ithaka (1978)

#### Série policièrePère Joseph Breddersignée Leonard Holton
- The Saint Maker (1959)
- A Pact with Satan (1960)
- Secret of the Doubting Saint (1961)
- Deliver Us from Wolves (1963)
- Flowers by Request (1964)
- Out of the Depths (1966)
- A Touch of Jonah (1968)
- A Problem in Angels (1970) Publié en français sous le titre Les anges ont des problèmes, Paris, Librairie des Champs-Élysées, Le Masque no 1212, 1972
- The Mirror of Hell (1972)
- The Devil to Play (1974)
- A Corner of Paradise (1977) Publié en français sous le titre Un coin de paradis, Paris, Librairie des Champs-Élysées, Le Masque no 1572, 1979

### Journaux de voyages
- The Trouble with the Irish (or the English, Depending on Your Point of View) (1956)
- The Coming of the Green (1958)
- No Garlic in the Soup!: a Portuguese Adventure (1959)
- The Land That Isn't There: an Irish Adventure (1960)
- Yesterday's Land: a Baja California Adventure (1961)
- Zebulon Pike: Soldier and Explorer (1961)
- Ventures into the Deep (1962)
- Ah, Julian!: a Memoir of Julian Brodetsky (1963)
- Fiji: Islands of the Dawn (1964)
- Toward a Distant Island: a Sailor's Odyssey (1966) Publié en français sous le titre Vers une île lointaine, Paris, Denoël, 1967
- Hound of the Sea: The Story of a Racing Yacht (1969)
- Voyage by Bus: Seeing America by Land Yacht (1971)
- The Shannon Sailors: a Voyage to the Heart of Ireland (1972)
- The Good-Natured Man: a Portrait of Oliver Goldsmith (1979)

### Ouvrages de littérature d'enfance et de jeunesse

#### SérieJohn Treegate
- John Treegate's Musket (1959)
- Peter Treegate's War (1960)
- Sea Captain from Salem (1961)
- Treegate's Raiders (1962)
- Leopard's Prey (1971)
- Red Pawns (1973)

#### SérieBlack Tigersignée Patrick O'Connor
- The Black Tiger (1956)
- Mexican Road Race (1957)
- Black Tiger at Le Mans (1958)
- Black Tiger at Bonneville (1960)
- Black Tiger at Indianapolis (1962)
- A Car Called Camellia (1970)

#### Signés Christopher Webb
- Mark Toyman's Inheritance (1960)
- The River of Pee Dee Jack (1962)
- Quest of the Otter (1963)
- Matt Tyler's Chronicle (1966)
- The Ann and Hope Mutiny (1966)

#### Autres ouvrages de littérature d'enfance et de jeunesse
- The King's Beard (1952)
- The Secret of the Hawk (1953)
- Society of Foxes (1954)
- Deadmen's Cave (1954)
- Flight of the Peacock (1954)
- The Wound of Peter Wayne (1955)
- The Watermelon Mystery (1955)
- Gunpowder for Washington (1956)
- Kevin O'Connor and the Light Brigade (1957)
- The Lost Harpooner (1957)
- The Five Dollar Watch Mystery (1959)
- Treasure at Twenty Fathoms (1961)
- The Raising of the Dubhe (1964)
- Seawind from Hawaii (1965)
- Encounter Near Venus (1967)
- Attar of the Ice Valley (1968)
- Beyond Hawaii (1969)
- Journey to Untor (1970)
- The Last Battle (1976)
- Perilous Gold (1978)
- Little League Family (1978)
- The Crime of Martin Coverly (1980)

### Biographies
- The Life of Winston Churchill (1956)
- John Barry: Father of the Navy (1957)
- Wes Powell—Conqueror of the Colorado (1958)
- Young Man from the Piedmont: The Youth of Thomas Jefferson (1963)
- A Dawn in the Trees: Thomas Jefferson, the Years 1776-1789 (1964)
- The Gales of Spring: Thomas Jefferson, the Years 1789-1801 (1965)
- Time of the Harvest: Thomas Jefferson, the Years 1801-1826 (1966)
- Guarneri: Story of a Genius (1974)

### Nouvelles

#### Recueils de nouvelles
- Something to Read: a personal selection from his writing by this thoughtful, humorous man (1959)

#### Nouvelles isolées
- The Day New York Was Invaded (1955)
- The Hands of Cormac Joyce (1960)
- The Time of the Lamb (1960)
- The Captive Outfielder (1961)
- The Ballad of the Pilgrim Cat (1961)
- The Man Who Lived on Water (1962)
- Prevarication Jones (1962)
- Two Angels on Duty (1962)
- Shamrocks and Silver Seas and Other Illuminations (1993), publication posthume

### Théâtre
- Once, in a Garden: a dramatic full length play (1975)
- 1776—And All That (adaptation scénique du roman homonyme)
- Black Jack Rides Again
- The Gift of a Star
- The Heavenly Quarterback
- McGillicuddy McGotham (adaptation scénique du roman homonyme)
- The Mouse on Mars (adaptation scénique du roman homonyme)
- The Mouse that Roared (adaptation pour la scène du roman homonyme)
- Take Me to Your President
- Two Angels on Duty

### Poésie
- The Shepherd's Reward: A Christmas Legend (1959)
- The Ballad of the Pilgrim Cat (1962)

### Autres publications
- The Coronation Book: The dramatic story in its history and legend (1953)
- The Epics of Everest (1955)

## Adaptations cinématographiques
- 1959 : La Souris qui rugissait, film de Jack Arnold, d'après le roman homonyme, avec Peter Sellers et Jean Seberg
- 1963 : La Souris sur la Lune, film de Richard Lester, d'après le roman homonyme, avec Margaret Rutherford et Ron Moody

## Sources
- Jacques Baudou et Jean-Jacques Schleret, Le Vrai Visage du Masque, Volume 1, Paris, Futuropolis, 1984, p. 246.